# Wendy Simms
Wendy Simms è un personaggio della serie televisiva CSI - Scena del crimine, interpretato da Liz Vassey.

## Casting
Il personaggio di Wendy appare per la prima volta nell'episodio Embrioni contesi della sesta stagione come personaggio ricorrente. Rimane nel cast ricorrente fino alla nona stagione e dalla successiva Liz Vassey viene promossa nel cast regolare. Inoltre viene aggiunta ai titoli di apertura. Il 1º giugno 2010, Michael Ausiello di Entertainment Weekly riporta la notizia che la Vassey non era intenzionata a rinnovare il contratto per l'undicesima stagione e che quindi avrebbe lasciato il cast di CSI. La sua ultima apparizione avviene nell'episodio Lo squalo dell'undicesima stagione, dove è accreditata come guest star.

## Sviluppo
Nel 2009, Liz Vassey ha chiesto espressamente ai produttori che il suo personaggio potesse indagare sul campo. Raymond Langston la accompagna per la prima volta su una scena del crimine nell'episodio Gareth della nona stagione. La Vassey preferisce decisamente lavorare sul campo anziché solo in laboratorio, ha avuto l'occasione di lavorare accanto all'attore John Schneider, guest star nell'episodio. In seguito a Wendy viene data l'opportunità di assistere ad un'autopsia.
In seguito Wendy inizia a provare dei sentimenti per David Hodges, con cui lavora insieme al laboratorio. Liz Vassey ha poi spiegato che a Wendy piace Hodges perché dice di trovare qualcosa di diverso in lui, che non trova negli altri colleghi. Wallace Langham, interprete di Hodges, pensava inizialmente che i sentimenti di Wendy fossero ricambiati da Hodges, che aspettasse di "fare la propria mossa". Langham, in un'intervista a Tim Molloy di TV Guide, ha detto che Hodges era restio a rivelare i propri sentimenti a Wendy, che non sapeva la cosa giusta da dirle. Nell'episodio Astro Quest della nona stagione, i due personaggi si avvicinano e Langham ha dichiarato che Hodges starà accanto a Wendy senza che però accada nulla tra loro.

## Storia del personaggio
Wendy Simms è un Tecnico del DNA, in precedenza ha lavorato a San Francisco per qualche tempo prima di trasferirsi a Las Vegas e riprendere il suo ruolo di Tecnico nella squadra di Gil Grissom. Nell'episodio Topi di laboratorio della settima stagione, Wendy aiuta Hodges a lavorare sul caso del "Killer delle miniature". In un primo momento i due tecnici entrano in rivalià. Hodges pensa che Wendy si voglia occupare sempre di ogni cosa, lasciando a lui il minimo, e ritiene che sia "troppo cool" per il laboratorio. Wendy allora contrattacca chiamandolo "perdente", pur elogiando i suoi metodi investigativi. Successivamente, viene rivelato che Wendy è una grande appassionata di Star Trek.
In seguito, Wendy è disgustata del fatto che Hodges abbia mentito su Grissom che cercava tecnici per lavorare al caso del "Killer delle miniature". In un'intervista, Liz Vassey ha dichiarato che il suo personaggio era una vera e propria "secchiona" nei suoi primi giorni di scuola alle superiori. Successivamente, nell'episodio Tu mi uccidi dell'ottava stagione, si crea un attrito tra Hodges e Wendy, quando la stessa scopre che Hodges sta creando un gioco da tavolo basato sulla squadra della scientifica in cui è presente una caricatura di Wendy: "Mindy Bimms, la goffa ma formosa donna del DNA". Formosa perché viene reso noto che Wendy ricevette 600 dollari per partecipare in un film horror con un Cameo dopo aver lasciato il college. Dopo aver visto il film, Hodges apre una scherzosa parentesi sulle dimensioni del suo seno.
Nell'episodio Astro Quest della nona stagione, si viene a sapere che Wendy è una grande appassionata della serie di fantascienza degli anni '60 Astro Quest come lo stesso Hodges. Questo fa sì che Hodges abbia diverse fantasie, dove sono presenti loro due che si sono immedesimati nei protagonisti della serie. In seguito alla successiva indagine su un omicidio al convegno di Astro Quest, Wendy invita Hodges a casa sua per vedere insieme alcuni episodi della serie. Catherine Willows perciò dice ad Hodges di interrompere la loro relazione, altrimenti sarà costretta a cambiargli i turni (essendo il supervisore). L'episodio si conclude con Wendy che ricambia i suoi sentimenti per Hodges dopo che questi le aveva detto qualcosa in Velikiano (la lingua utilizzata in Astro Quest): "Noi siamo fatti l'uno per l'altra". Ma Hodges dichiara che non vuole interferire col suo lavoro.
Nell'undicesima stagione, partecipa come guest star all'episodio Lo squalo. Lei dice addio alla squadra e soprattutto ad Hodges, a cui dice che non vorrebbe lasciare Las Vegas perché vuole che il loro rapporto duri, ma dichiara che le hanno offerto un posto di lavoro a Portland, dove abita sua sorella e che è un'opportunità che non le capiterà mai più, quindi dice addio e parte per Portland.